# Arantxa Tirado Sánchez
Aránzazu «Arantxa» Tirado Sánchez (Barcelona, 1978) és una politòloga catalana, especialitzada en Amèrica Llatina.
Nascuda en el si d'una família de classe obrera, es va doctorar en estudis llatinoamericans per la Universitat Nacional Autònoma de Mèxic (UNAM) i en relacions internacionals per la Universitat Autònoma de Barcelona (UAB), amb la lectura d'una tesi dirigida per Nora Sainz Gsell sobre la política exterior de Veneçuela sota la presidència d'Hugo Chávez.
Defensora de l'administració del govern de Nicolás Maduro en xarxes socials, va ser objecte de ferotges crítiques en 2019 després de difondre un vídeo selfie gravat in situ a Veneçuela en què sostenia que al país no hi havia un estat de crisi humanitària.

## Obres
Autora
- Tirado, Arantxa. Venezuela: más allá de mentiras y mitos.  Madrid: Akal, 2019.[3]

Coautora
- Romero Laullón, Ricardo; Tirado Sánchez, Arantxa. La clase obrera no va al paraíso. Crónica de una desaparición forzada.  Madrid: Akal, 2017.[7]